# 秦琪
秦琪有可能為历史小说《三国演义》的虚构人物，在正史《三国志》中暫無此人記載。
根据《三国演义》第27回记载，秦琪为夏侯惇部将，蔡阳的外甥，负责镇守黄河渡口关隘。关羽护送甘、糜二嫂投奔刘备，经过最后一关的黄河渡口，他虽知关羽一路过关斩将，仍不让其渡河，关羽大怒，与之交锋并将他斩杀。秦琪是关羽在过五关斩六将中被斩的最后一名将领。

## 其它作品中出現的秦琪
- 電影《關雲長》（2010年）：中國演員李宗翰所飾。在戰場上曾經被關羽救過性命，然而因為皇命難違，不得不殺關羽，最終被關羽反擊殺害。